# Landkreis Greiz (1922–1952)
| Basisdaten                                           | Basisdaten                                                               |
| ---------------------------------------------------- | ------------------------------------------------------------------------ |
| Bestandszeitraum                                     | 1855–1919 (Landratsamt) 1919–1922 (Bezirksverband) 1922–1952 (Landkreis) |
| Verwaltungssitz                                      | Greiz                                                                    |
| Einwohner                                            | 52.399 (VZ 1939)                                                         |
| Gemeinden                                            | 84 (1939)                                                                |
| Fläche                                               | 370,97 km² (1941)                                                        |
|                                                      |                                                                          |
| Lage des Landkreises Greiz in Thüringen im Jahr 1922 |                                                                          |

Der Landkreis Greiz war von 1922 bis 1952 ein Landkreis in Thüringen. Der Kreissitz befand sich in Greiz. Das ehemalige Kreisgebiet gehört heute zum größten Teil zum gegenwärtigen Landkreis Greiz in Thüringen. Von 1855 bis 1919 bestand im Fürstentum Reuß älterer Linie bereits das Landratsamt Greiz und von 1919 bis 1922 im Volksstaat Reuß bzw. in Thüringen der Bezirksverband Greiz.

## Geschichte

### Reuß älterer Linie

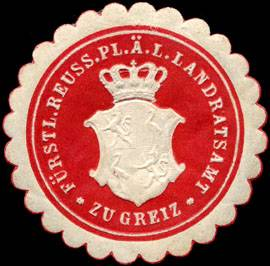
Siegelmarke Fürstlich Reuss. Pl. Ä. L. Landratsamt zu Greiz

Im Rahmen der Trennung von Verwaltung und Justiz wurde am 1. Oktober 1868 ein Landratsamt für das gesamte Fürstentum Reuß älterer Linie eingerichtet. In der Exklave Burgk übernahm das dortige Justizamt einen Teil der Befugnisse des Landratsamts.

### Volksstaat Reuß
Am 17. April 1919 schlossen sich Reuß älterer Linie und Reuß jüngerer Linie zum Volksstaat Reuß zusammen. Aus dem Landratsamt Greiz wurde der Bezirksverband Greiz, allerdings in veränderter Abgrenzung. Die Gemeinden Göttendorf, Hohenleuben, Langenwetzendorf, Neuärgerniß, Niederböhmersdorf, Pöllwitz, Triebes und Weißendorf aus dem alten Landratsamt Gera wechselten in den Bezirksverband Greiz. Aus dem
alten Landratsamts Schleiz wechselten außerdem die Gemeinden Kleinwolschendorf, Langenwolschendorf, Leitlitz, Pahren und Weckersdorf in den Bezirksverband Greiz. Im Gegenzug kam aus dem alten Landratsamt Greiz der Amtsgerichtsbezirk Burgk mit den Gemeinden Burgk, Crispendorf, Dörflas, Friesau, Grochwitz, Mönchgrün, Möschlitz, Neundorf, Pahnstangen, Plothen, Rauschengesees, Remptendorf, Röppisch und  Zoppoten zum Bezirksverband Schleiz.

### Land Thüringen

Landkreis Greiz 1939

Nachdem 1920 das neue Land Thüringen gegründet worden war, kam es 1922 zu einer umfassenden Gebietsreform. Die Gemeinden Hohenölsen und Neudörfel wechselten aus dem Bezirksverband Greiz in den neuen Landkreis Gera; außerdem wurde die Stadt Greiz kreisfrei. Der Rest des Bezirksverbands Greiz bildete den Kern des neuen Landkreises Greiz, zu dem außerdem noch die Stadt Berga/Elster sowie die Gemeinden Albersdorf, Clodra, Culmitzsch, Dittersdorf, Dörtendorf, Eula, Friedmannsdorf, Göhren, Großdraxdorf, Großkundorf, Katzendorf, Kleinkundorf, Krölpa, Markersdorf b. Berga, Merkendorf, Muntscha, Obergeißendorf, Piesigitz, Silberfeld, Staitz, Stelzendorf, Teichwolframsdorf, Untergeißendorf, Waltersdorf, Wenigenauma, Wernsdorf, Wolfersdorf, Zadelsdorf, Zickra b. Auma und Zickra b. Berga aus dem aufgelösten Verwaltungsbezirk Neustadt an der Orla kamen, der bis 1920 zu Sachsen-Weimar-Eisenach gehört hatte.
Am 1. April 1928 wurde ein Gebietstausch mit Sachsen durchgeführt. Der Landkreis Greiz gab dabei die Gemeinde Görschnitz (thür. Anteil) an die sächsische Amtshauptmannschaft Plauen ab.

### DDR

Bildung der Kreise Greiz und Zeulenroda am 25. Juli 1952 und Änderungen bis 1956.
Hellgrün: Landkreis Greiz vor dem 1. Juli 1950
Dunkelgrün: ab 1. Juli 1950 zum Landkreis Greiz
Stand Gemeindegrenzen, Landesgrenzen und schwarze Kreisgrenzen: 1. Juli 1950
Stand rote Kreisgrenzen: 1. Januar 1956

Bei der ersten Kreisreform in der DDR am 1. Juli 1950 verlor die Stadt Greiz ihre Kreisfreiheit und wurde in den Landkreis eingegliedert. Außerdem wechselte auch die Gemeinde Wittchendorf aus dem Landkreis Gera in den Landkreis Greiz.
Bei der Verwaltungsreform von 1952 in der DDR wurde das Land Thüringen aufgelöst und der Landkreis Greiz aufgeteilt:
- Die Gemeinden Fraureuth und Gottesgrün kamen zum Kreis Werdau im Bezirk Karl-Marx-Stadt.
- Der Westteil des Landkreises mit den Städten Hohenleuben, Triebes und Zeulenroda bildete zusammen mit Gemeinden der Landkreise Gera, Plauen und Schleiz den Kreis Zeulenroda im Bezirk Gera.
- Der Ostteil des Landkreises mit den Städten Greiz und Berga/Elster bildete den Kreis Greiz im Bezirk Gera.

## Einwohnerentwicklung
|           | Landratsamt | Landratsamt | Landkreis | Landkreis | Landkreis | Landkreis |
| Jahr      | 1900        | 1910        | 1925      | 1933      | 1939      | 1946      |
| Einwohner | 68.396      | 72.769      | 50.802    | 52.405    | 52.399    | 64.760    |

Einwohnerzahlen der Gemeinden mit mehr als 2.000 Einwohnern (Stand 1939):
| Berga            | 2.002  |
| Fraureuth        | 3.672  |
| Hohenleuben      | 2.025  |
| Langenwetzendorf | 2.131  |
| Mohlsdorf        | 2.104  |
| Triebes          | 4.816  |
| Zeulenroda       | 12.481 |

## Landräte
- Eduard Knoll (1868–1882)
- Theodor von Dietel (1882–1893)
- Woldemar von Dietel (1893–1896)
- Carl Liebe (1898–1913)
- Otto Heinrich Greve (1945)

## Städte und Gemeinden
Im Jahre 1939 umfasste der Landkreis Greiz vier Städte und 80 weitere Gemeinden:
| - Albersdorf - Altgernsdorf - Arnsgrün - Berga/Elster, Stadt - Bernsgrün - Brückla - Büna - Clodra - Cossengrün - Culmitzsch - Daßlitz - Dittersdorf - Dobia - Dörtendorf - Erbengrün - Eubenberg - Eula - Fraureuth - Friedmannsdorf - Fröbersgrün - Frotschau | - Gablau - Göhren - Göttendorf-Neuärgerniß - Gottesgrün - Großdraxdorf - Großkundorf - Hain - Hainsberg - Hohenleuben, Stadt - Hohndorf - Kahmer - Katzendorf - Kauern - Kleinkundorf - Kleinreinsdorf - Kleinwolschendorf - Krölpa - Kühdorf - Langenwetzendorf - Langenwolschendorf - Leiningen | - Leitlitz - Lunzig - Markersdorf - Mehla - Merkendorf - Mohlsdorf - Muntscha - Naitschau - Neugernsdorf - Niederböhmersdorf - Nitschareuth - Obergeißendorf - Pahren - Piesigitz - Pöllwitz - Reinsdorf - Reudnitz - Schönbach b. Elsterberg - Schönbrunn - Silberfeld - Sorge-Settendorf | - Staitz - Stelzendorf - Teichwolframsdorf - Triebes, Stadt - Tschirma - Untergeißendorf - Waltersdorf b. Greiz - Waltersdorf b. Neumühle - Weckersdorf - Weißendorf - Wellsdorf - Wenigenauma - Wernsdorf - Wildetaube - Wolfersdorf - Wolfshain - Zadelsdorf - Zeulenroda, Stadt - Zickra b. Auma - Zickra b. Berga - Zoghaus |

In den 1920er-Jahren waren die Gemeinden Altgommla, Caselwitz, Dölau, Irchwitz, Kurtschau, Moschwitz, Neugommla, Obergrochlitz, Pohlitz, Raasdorf, Rothenthal, Sachswitz, Schönfeld und Untergrochlitz in die Stadt Greiz sowie die Gemeinde Herrmannsgrün nach Mohlsdorf eingemeindet worden.